# 丹尼爾·考辛斯基

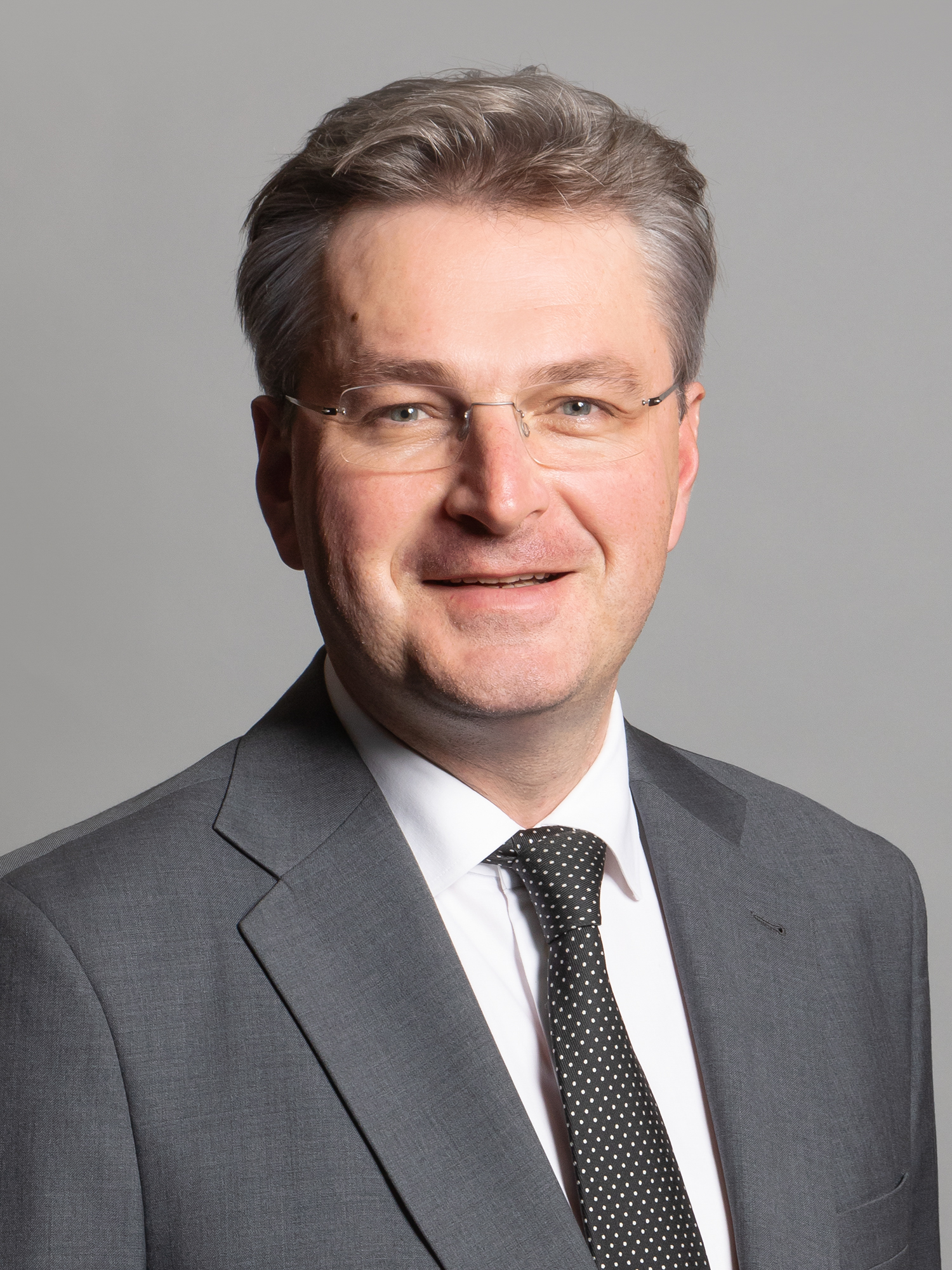
丹尼爾·考辛斯基

丹尼爾·考辛斯基（英語：Daniel Robert Kawczynski，1972年1月24日—）是英國保守黨的一位政治人物，他也是什魯斯伯里和阿查姆選區的國會議員。考辛斯基出生在波蘭華沙，他在1970年代和他的母親一起來到英國。丹尼爾·考辛斯基在2001年首次參加國會議員選舉，但並未當選。在2005年英國大選時，他首次當選國會議員，並在2010年英國大選中成功連任。考辛斯基在2015年英國大選時也成功當選。考辛斯基在2000年結婚，但在2011年離婚。2013年6月，他宣布自己新的伴侶是一位男性。他是英國第二位公開自己雙性戀身份的議員（第一位是自由民主黨的西蒙·休斯）。